# Miquel Àngel Flaquer Terrasa
Miquel Àngel Flaquer Terrasa (n. Capdepera, Mallorca, 18 de juliol de 1962) és un polític d'Unió Mallorquina (UM) involucrat a l'Operació Maquillatge i Cas Voltor, escàndols de corrupció relacionat amb ajuts concedits des del Consell Insular de Mallorca. És llicenciat en Ciències Econòmiques i Empresarials per la Universitat Autònoma de Barcelona (1981-1986), i màster en Direcció i Administració d'Empreses per l'Escola d'Administració i Direcció d'Empreses (ESADE, 1986-1988).
Miquel Àngel Flaquer es va afiliar a UM l'octubre de 1996, en la qual va ser membre del consell polític, de l'executiva i secretari d'administració i finances des de 1997. D'agost de 1999 fins a l'agost de 2001 fou assessor coordinador d'Economia i Hisenda del Consell de Mallorca, i Conseller d'Hisenda i Pressuposts del 2001 fins al 2003. En la nova legislatura 2003-2007 va repetir com a Conseller d'Economia i Hisenda del Consell de Mallorca. A partir de 2007 va ser portaveu d'UM al Consell de Mallorca.
El juliol de 2009 va ser elegit president d'UM, càrrec del qual va dimitir el 22 de desembre de 2009 arran d'haver-se adoptat mesures cautelars contra ell per la seva implicació a l'Operació Maquillatge i en compliment del codi ètic acordat pels partits integrats en el Govern de les Illes Balears. Al mateix temps abandonà la seva dedicació a la política i tots els càrrecs que fins aleshores ocupava. Posteriorment, al 2016, fou condemnat a la peça número 12 del Cas Voltor (o Cas Inestur).